# Гардабайр
Гардабайр — муніципалітет в регіоні Гевюдборгарсвайдід Ісландії.
У місті розташувана теле студія площею 5067 m², де знімається дитячий серіал Ліниве Місто (Лейзі Таун). Вона вміщає одне з найбільш авансованих устаткувань HDTV в Європі.

## Історія
Первинно, коли Ісландія була заселена в 9-му столітті, тут були дві ферми. Їхні назви були Віфільстадір та Скулястадір. Віфільстадір був названий на честь Віфіля який певного часу був рабом Інгольфа Арнарсона, першого поселенця Ісландії.